# 6597 Kreil
6597 Kreil è un asteroide della fascia principale. Scoperto nel 1988, presenta un'orbita caratterizzata da un semiasse maggiore pari a 2,5801589 au e da un'eccentricità di 0,3005558, inclinata di 3,27620° rispetto all'eclittica.
L'asteroide è dedicato all'astronomo austriaco Karl Kreil.